# Orangerie (Ellingen)

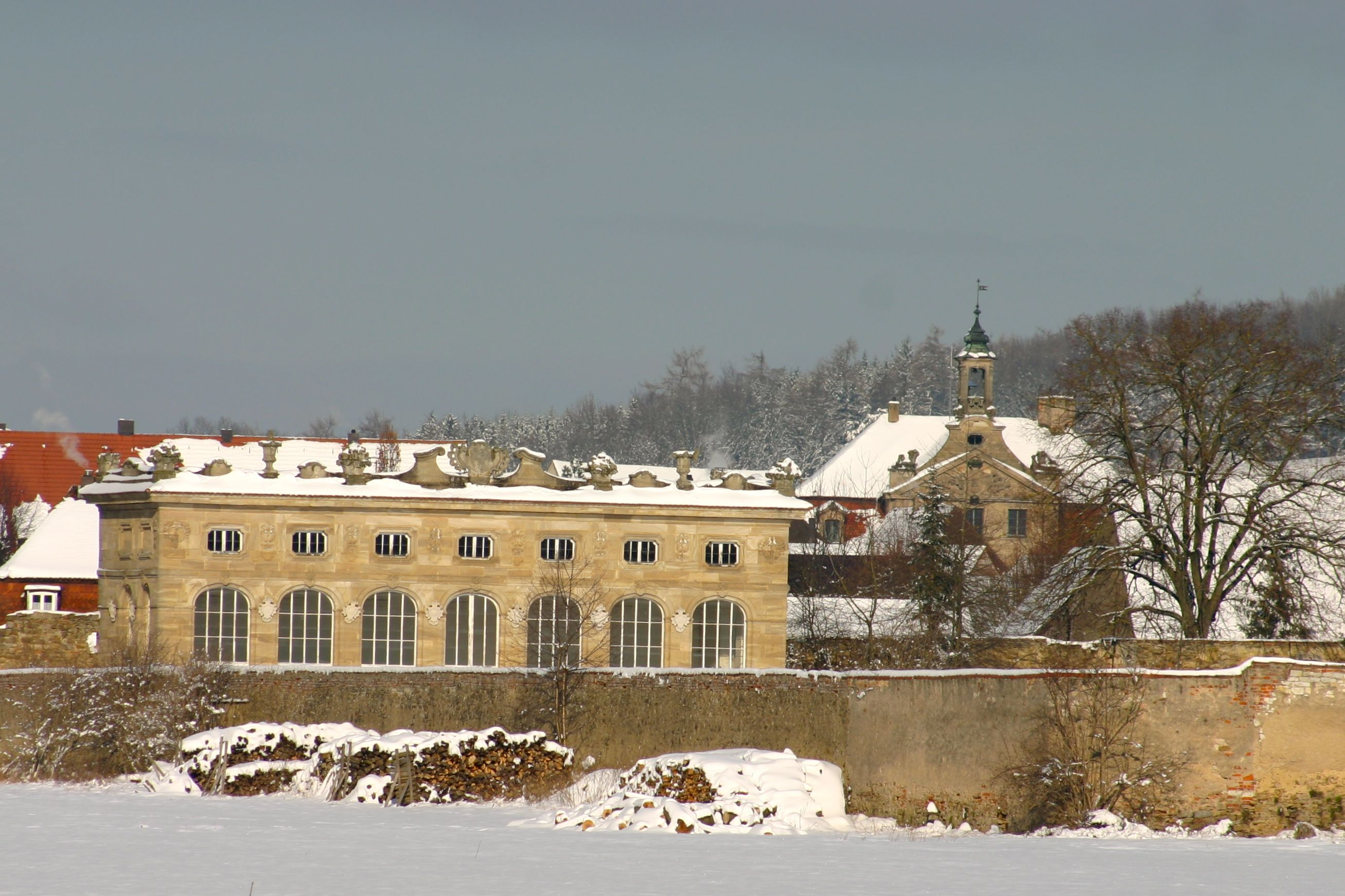
Östliches Orangeriegebäude

Die Orangerie in Ellingen, einer Stadt im mittelfränkischen Landkreis Weißenburg-Gunzenhausen (Bayern), besteht aus zwei Orangeriegebäuden, die um 1740 errichtet wurden. Die Gebäude befinden sich am südlichen Ortsausgang, am Ende der Weißenburger Straße. Sie sind als Teil des Hofgartens unter der Denkmalnummer D-5-77-125-136 als Baudenkmal in die Bayerische Denkmalliste eingetragen.

## Beschreibung

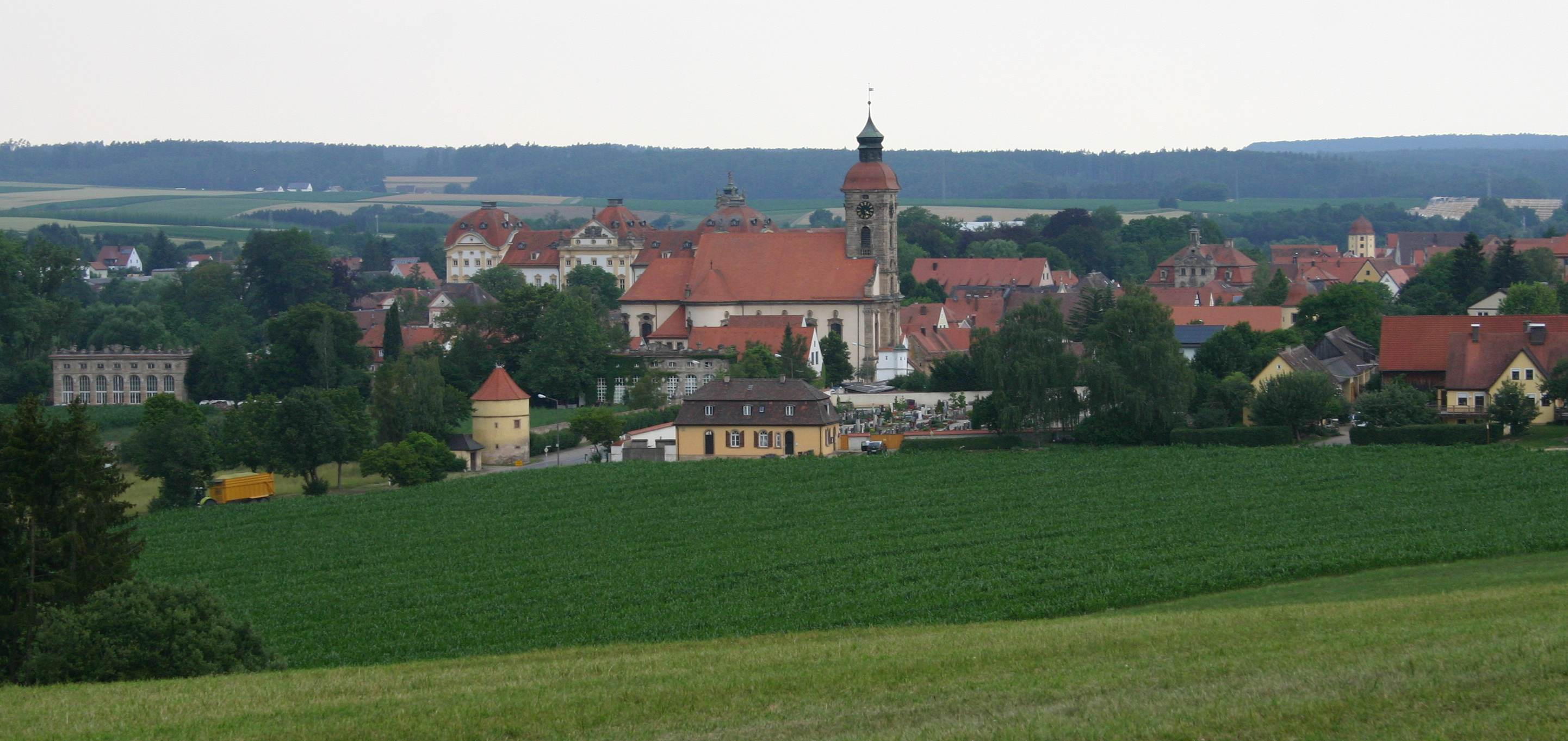
Lage der Orangerie an der südlichen Einfahrt zur Stadt

In der ummauerten Rechteckanlage – mit Rundturm und Fragmenten zweier weiterer Ecktürme – entstanden um 1740 zwei Orangeriebauten nach Plänen des Baumeisters Franz Joseph Roth. Sie wurden in Naturstein errichtet und besitzen Kranzgesimse und einen reichen barocken Giebeldekor. Die beiden Bauten sind nahezu identisch, sie besitzen hohe Rundbogentüren im Erdgeschoss und einen mezzaninartigen Dachboden unter dem Pultdach. Das Gesims trägt das Wappen des Landkomturs Karl Heinrich von Hornstein.